# 環状通エルムトンネル
環状通エルムトンネル（かんじょうどおりエルムトンネル）は、北海道札幌市の都市計画道路環状通（札幌市道北大環状線）の道路トンネルである。北海道大学札幌キャンパスの地下を通る。

## 歴史
北大キャンパスを横断する道路は1936年（昭和11年）に「競馬場北通」として計画され、
1957年の札幌総合都市計画を経て1965年にこの区間を含む環状通の都市計画が定められた。環状通は1967年より順次整備がすすめられたが、北大キャンパス部分は長期にわたり未着工となっていた。1981年より札幌市と北海道大学との間で協議が行われ、1996年に地下式とすることが決定した。1997年4月15日に事業認可が下り、同年より本体工事に着手。2001年（平成13年）7月19日に、本トンネルを含む1,070mの区間が開通し、環状通が全通した。キャンパスにはニレの木が自生し、エルムの森と呼ばれていることから、これにちなみ「環状通エルムトンネル」と命名された。

## 構造
トンネル全長は730m。開削工法で建設され、幅31m、高さ8mの3連ボックス構造のうち中央部を排気ダクト、両側を内回り・外回り各3車線の車両通行帯と点検路とした。周辺の環境保全のため集中換気方式が採用され、内径3,350mmの排風機4台を使用し、集塵装置を通した排気を地上15mの換気塔から上空へ希釈拡散し、坑口から排気ガスが出ないよう配慮がなされている。坑口のスロープ部には、凍結対策のロードヒーティングと騒音対策の遮音壁が整備され、トンネル内はラジオ再送信設備（NHK第1・第2・NHK-FM、HBCラジオ・STVラジオ・FM NORTH WAVE・エフエム北海道）が運用されている。トンネルは自動車専用で、その地上部には歩行者・自転車が通行可能な遊歩道が整備された。

## 整備効果
将来計画交通量は42,300台を見込み、2002年7月の一日当たりの平均交通量は36,416台であった。本道の開通により、北大キャンパス北側の宮の森北24条通の2001年度の一日平均交通量は対1996年比で20%減少、南側の北8条通は同6%減少した。